# Jens Bruun de Neergaard
Jens Bruun de Neergaard (født 14. juni 1742, død 2. april 1788) var en dansk godsejer.
Han var søn af krigsråd Peter Johansen Neergaard, blev i 1759 student fra Herlufsholm og i 1761 juridisk kandidat, fik i 1763 af sin fader skøden på Svenstrup, hvis gods han betydelig forøgede, og hvor han opførte den nuværende hovedbygning, blev i 1769 vicelandsdommer i Sjælland og Møn, 31. maj 1780 sammen med sin bror, Johan Thomas de Neergaard, adlet med navnet de Neergaard.
Ad rangstigen var han steget fra krigssekretær til justitsråd (1763) og etatsråd (1776). Han blev gift 2. maj 1764 med Anne Marie Møller (født 23. marts 1743, død 23. oktober 1802), datter af brygger Jens Møller i København; hun var en særdeles virksom kone, der i sin enkestand med dygtighed styrede Svenstrup og i 1794 købte Skjoldenæsholm.
Bruun de Neergaard mente, at digteren Johan Herman Wessels digt Herremanden var møntet på hans fader og dennes familie, hvorfor sønnen forfattede en grov parodi på digtet; dette opbragte den ellers fredsommelige digter således, at han skrev den kendte gravskrift over krigsråd Neergaard den store. Det bør da også tilføjes, at han senere gjorde Wessel afbigt.